# یواس‌اس کیکاپو (۱۸۶۴)
یواس‌اس کیکاپو (۱۸۶۴) (به انگلیسی: USS Kickapoo (1864)) یک کشتی بود که طول آن ۲۲۹ فوت (۶۹٫۸ متر) بود. این کشتی در سال ۱۸۶۳ ساخته شد.